# Йохан Вилхелм фон Траутзон
Йохан Вилхелм Франц фон Траутзон (на немски: Johann Wilhelm Franz von Trautson; * 5 януари 1700, Виена; † 31 май 1775, Виена) е 2. княз на Траутзон в Долна Австрия, граф фон Фалкенщайн, императорски кемерер и таен съветник, наследствен господар висш управител в Долна Австрия, наследствен маршал на княжеското графство Тирол, върховен управител на императрица Мария Терезия.

## Живот
Той е големият син на 1. княз Йохан Леополд Донат фон Траутзон (1659 – 1724), имперски граф на Фалкенщайн, фрайхер на Шпрехенщайн и Шрофенщайн, и съпругата му графиня Мария Терезия Унгнадин фон Вайсенволф (1678 – 1741), дъщеря на граф Михаел Венцел Унгнад фон Вайсенволф (1658 – 1679) и графиня Ернестина Фаустина Барбара Монтекуколи (1663 – 1701). Брат е на Кардинал Йохан Йозеф (1707 – 1757), княжески епископ на Виена, и Мария Франциска Траутзон фон Фалкенщайн (1708 – 1761), омъжена на 7 май 1726 г. за княз Хайнрих Йозеф фон Ауершперг (1697 – 1783).
Йохан Вилхелм учи в университета в Сиена и се завръща у дома през август 1721 година. През 1722 г. той става императорски кемерер и съветник, през 1739 г. таен съветник. През 1738 г. той наследява от братовчед си Франц Антон Клеменс Траутзон титлата наследствен господар висш управител в Долна Австрия, наследствен маршал на княжеското графство Тирол. През 1746 г. става върховен управител на императрица Мария Терезия и председател на най-висшия апелативен съд. През 1760 г. Йохан Вилхелм продава палат Траутзон на кралски унгарски гвардейски полковник.
През 1749 г. Йохан Вилхелм става рицар на австрийския Орден на Златното руно.
С Йохан Вилхелм фамилията измира по мъжка линия. Наследник е зет му княз Карл Йозеф Антон фон Ауершперг, съпругът на дъщеря му Мария Йозефа, при условие за винаги да включи името и герба на фамилията в герба на Ауершпергите.

## Фамилия
Първи брак: на 23 април 1722 г. във Виена с Терезия Унгнад фон Вайсенволф, фрайин фон Зонег-Енсег (* 1703; † 16 март 1730, Брюн), дъщеря на граф Франц Антон Унгнад фон Вайсенволф (1679 – 1715) и графиня Франциска Изабела Антония Ребека фон Ламберг (1682 – 1741). Съпругата му умира на 27 години. Те имат шест деца, от които само една дъщеря пораства:
- Карл Боромеуз Йохан Непомуцен Франц фон Паула Алойз Гонзага Антон фон Падуа Йозеф Стефан (* 2 септември 1723, Виена; † 23 ноември 1729, Виена)
- Мария Йозефа (* 25 август 1724, Виена; † 10 май 1792, Прага, Бохемия), наследничка на нейната фамилия, омъжена на 31 май 1744 г. във Виена за 5. княз Карл Йозеф Антон фон Ауершперг (* 17 февруари 1720, Виена; † 2 октомври 1800, Лозенщайн)[2]
- Мария Терезия Йохана Непомуцена Франциска де Паула Адриана Йозефа Енгелберта (* 5 ноември 1725, Виена; † 18 декември 1729, Виена)
- Гуидо Ернст Алойз (* 1727; † 4 април 1729)
- Филип Зигмунд Йозеф Антон (* 1728; † 23 април 1729)
- Франц Антон Йохан Игнац Йозеф Лазар (* 1729; † 30 ноември 1729)

Втори брак: на 19 октомври 1730 г. с графиня Мария Франциска фон Мансфелд (* 28 декември 1707; † 29 януари 1743, Виена), дъщеря на княз Карл Франц фон Мансфелд-Фордерорт-Фонди (1678 – 1717) и графиня Мария Елеонора фон Мансфелд (1682 – 1747). Тя умира малко след раждане. Те имат четири деца:
- Франц Йозеф († 9 юли 1733)
- Франц Антон (* 25 февруари 1737; † 13 март 1760)
- Леополд Донат (* 7 юли 1739; † 1758)
- Мария Анна (* 6 януари 1743; † 4 юни 1790), омъжена на 5 януари 1761 г. за княз Йохан фон Ламберг († 15 декември 1797)

Трети брак: през 1746 г. с 45-годишната фрайин Мария Каролина Франциска Хагер фон Аленщайг. Бракът е бездетен. Тя е близък довереник на императрица Мария Терезия.